# Sadhu

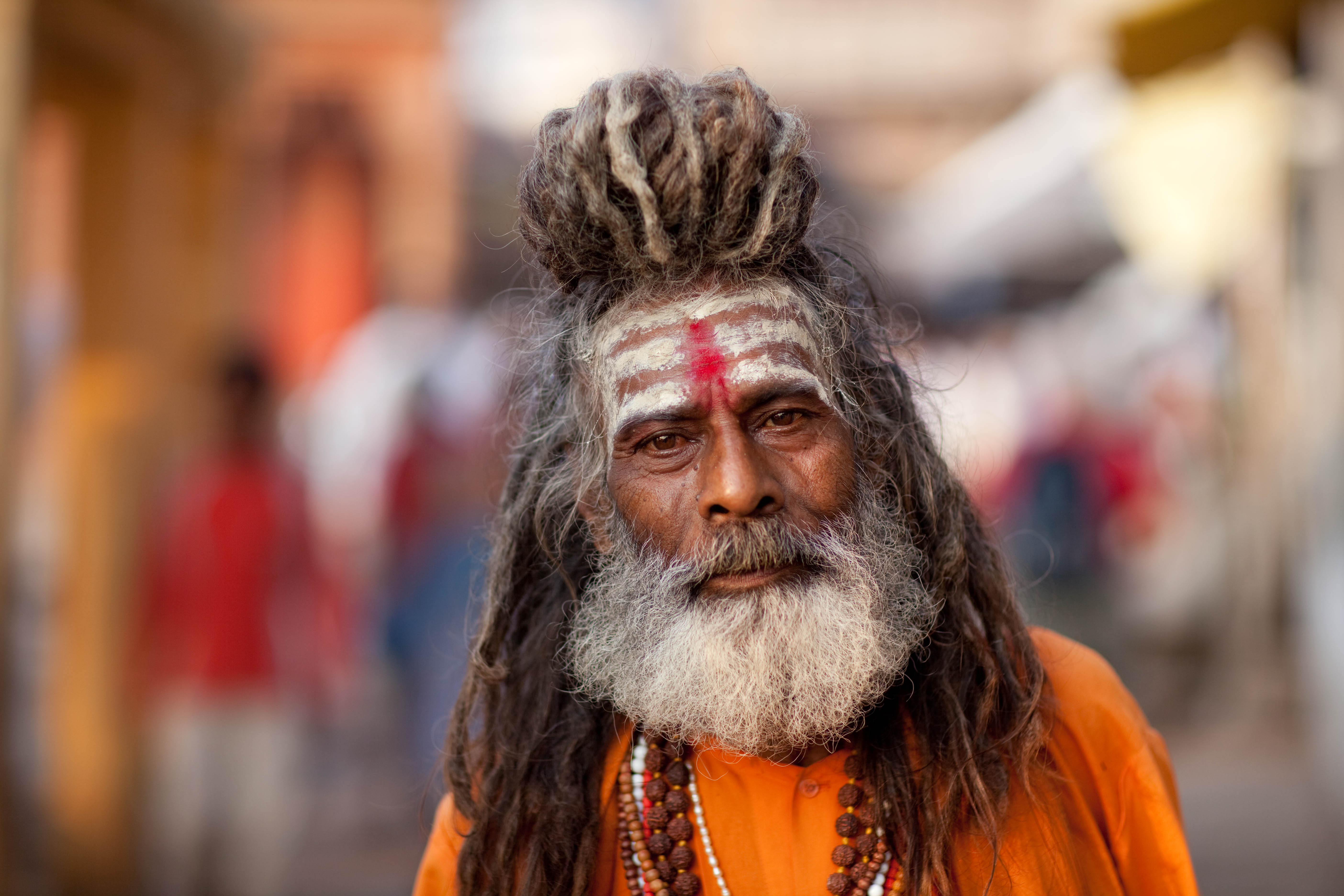
Sadhu w Waranasi

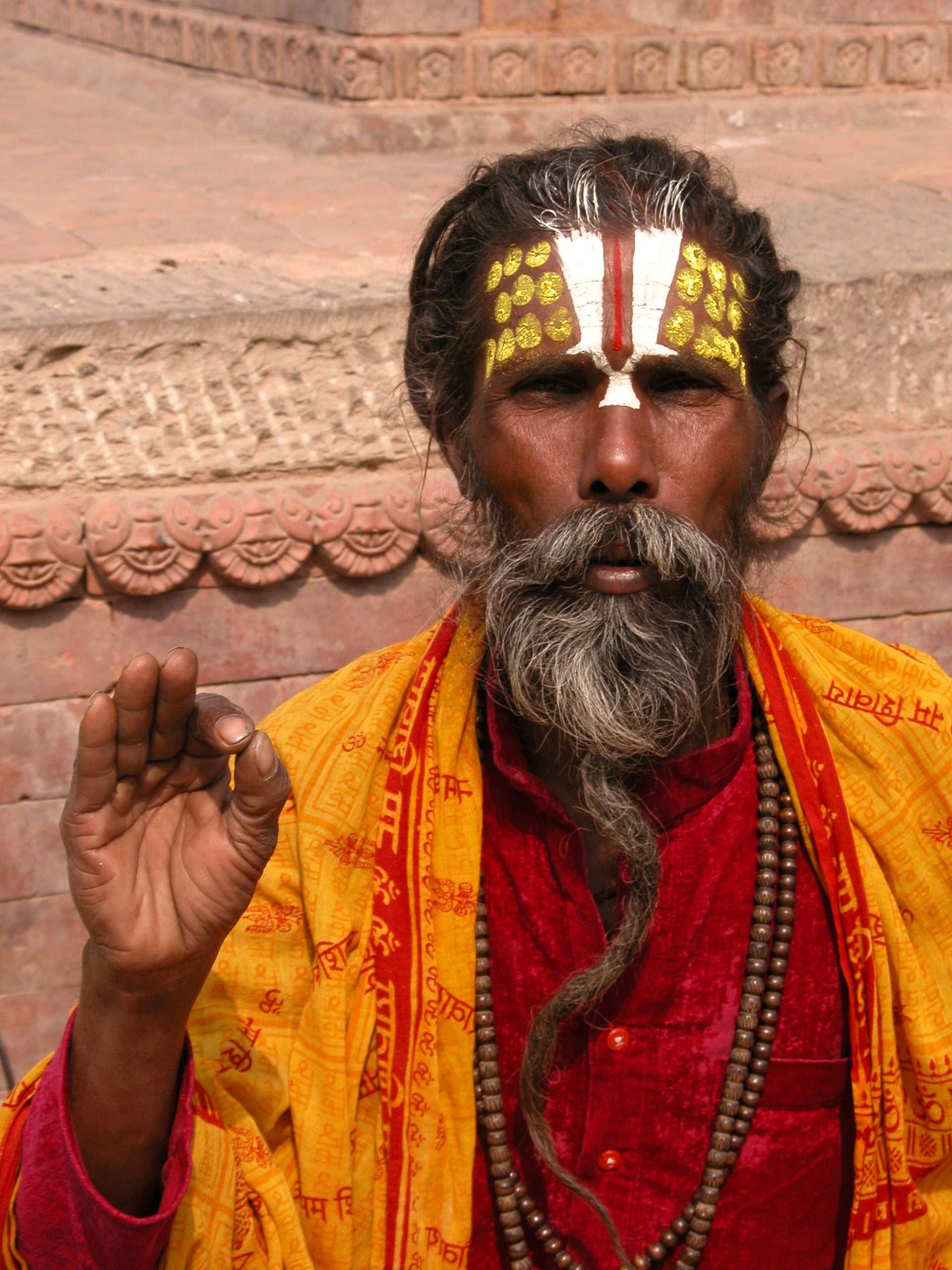
Sadhu w Katmandu (Nepal)

Sadhu (dewanagari साधु, trl. sādhu) – hinduski wędrowny asceta,  żyjący ściśle według zasad religii, często ze splecionymi włosami, zwanymi dżata. Dąży on swoim życiem do osiągnięcia wyzwolenia.

## Etymologia
Sadh sanskryckie można oddać jako „wejść do celu”.
Sadhu to wyraz pochodzący z sanskrytu, znaczący „dobry człowiek”.
Termin ten bywa tłumaczony jako święty człowiek.

## Tradycje sadhu
- Udasi – założycielem był syn Guru Nanaka
- Dźuna
- Nathasampradaja

## Literatura przedmiotu
- Sadhus, Holy Men of India ,Published by Thames & Hudson, UK ,ISBN 0-500-27735-4
- Sadhus, India's Mystic Holy Men ,Published by Inner Traditions, USA, ISBN 0-89281-454-3
- Werner, K. (ed.).; The Yogi and the Mystic.; London, 1989.
- B.D. Tripathi: Sadhus of India. The Sociological View. Varanasi: Pilgrims Publishing, 2004. ISBN 81-7769-209-7. Brak numerów stron w książce